# Sabethes conditus
Sabethes conditus är en tvåvingeart som beskrevs av Moses, Howard och Ralph E. Harbach 2000. Sabethes conditus ingår i släktet Sabethes och familjen stickmyggor. Inga underarter finns listade i Catalogue of Life.